# 路易吉·克拉尼
路易吉·克拉尼（Luigi Colani；1928年8月2日—2019年9月16日）是一位飞机，汽车设计师。

## 生平
出生於德國柏林，早年在柏林学习雕塑，是德國設計師。20世纪50年代路易吉·克拉尼在美国加州负责新材料项目。他曾参与过美国航天飞机、宝马、奔驰、法拉利汽车以及上海崇明岛生态科技城等设计工作，是当今时代最著名的也是最具颠覆性的设计师之一，被国际设计界公认为“21世纪的达·芬奇”。